# Milanriederita
La milanriederita és un mineral de la classe dels silicats que pertany al grup de la vesuvianita. És nomenat en honor del professor de mineralogia txec Milan Rieder (n. 1940), en reconeixement de les seves contribucions a la mineralogia i al seu servei a la comunitat mineralògica internacional.

## Característiques
La milanriederita és un sorosilicat de fórmula química (Ca18[REE])Fe3+Al₄(Mg₄Al₄)(◻₄)◻[Si₂O₇]₄[(SiO₄)10](OH)(OH)9. Va ser aprovada com a espècie vàlida per l'Associació Mineralògica Internacional l'any 2018, sent publicada per primera vegada el 2019. Cristal·litza en el sistema tetragonal. La seva duresa a l'escala de Mohs és 6.
L'exemplar que va servir per a determinar l'espècie, el que es coneix com a material tipus, es troba conservat a les col·leccions del Museu Mineralògic Fersmann, de l'Acadèmia de Ciències de Rússia, a Moscou (Rússia), amb el número de registre: 5224/1.

## Formació i jaciments
Va ser descoberta a la mina Kombat, situada a Grootfontein (Regió d'Otjozondjupa, Namíbia), on es troba en forma de cristalls dipiramidals de fins a 3 mm de diàmetre, normalment associada a jacobsita, hausmannita, glaucocroïta, coure, calcita i barita. Aquesta mina és l'únic indret de tot el planeta on ha estat descrita aquesta espècie mineral.